# Lore Wissmann

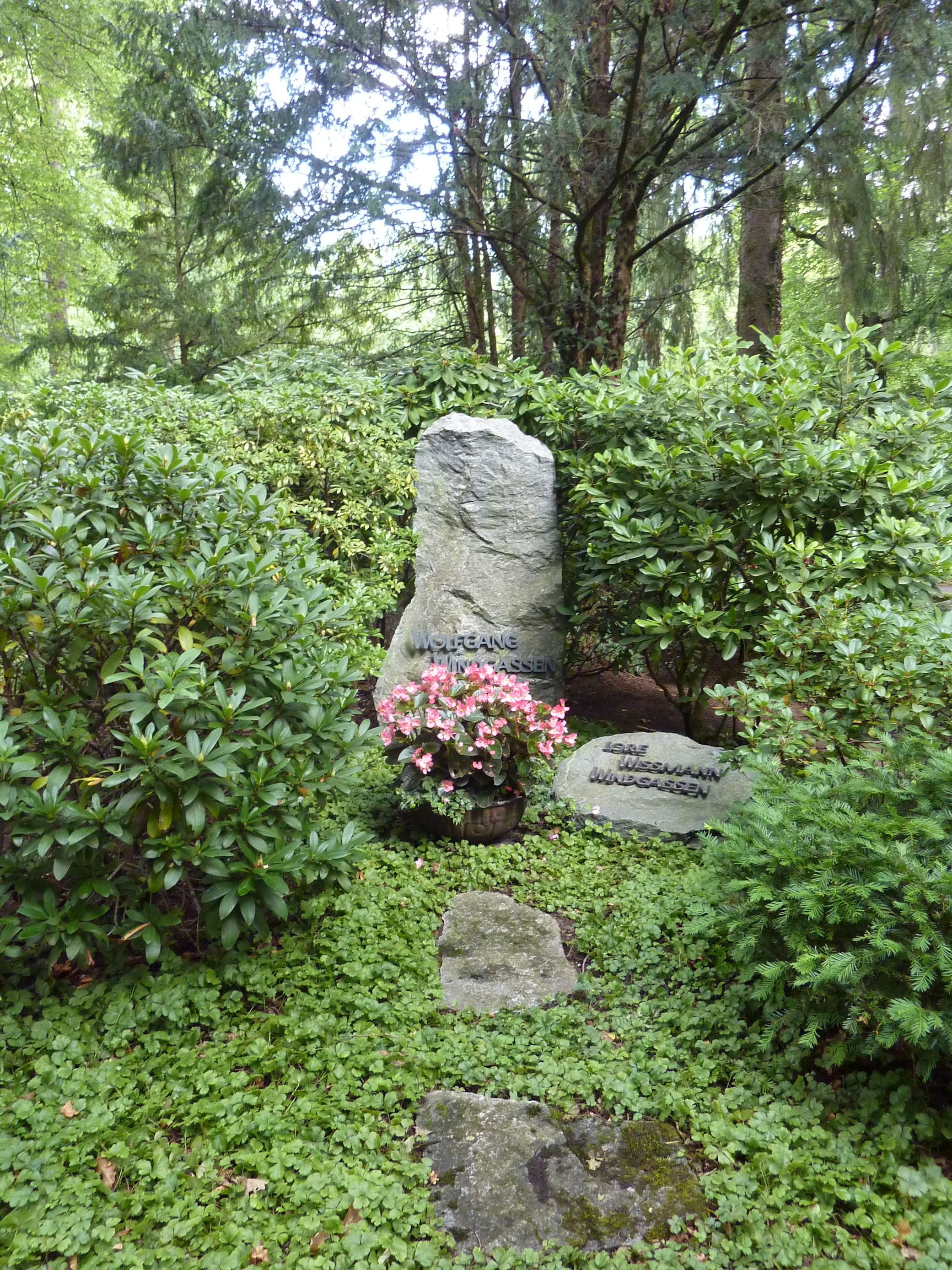
Grab von Lore Wissmann und Wolfgang Windgassen auf dem Stuttgarter Waldfriedhof

Lore Wissmann (* 22. Juni 1922 in Neckartailfingen, Württemberg; † 25. Dezember 2007 in Uffing am Staffelsee) war eine deutsche Opernsängerin (Sopran).

## Leben
Nach dem Studium an der Musikhochschule in Stuttgart debütierte sie 1942 an der dortigen Staatsoper, der sie über dreißig Jahre angehörte.
Sie sang dort alle wichtigen lyrischen Partien, zu nennen sind Minnie aus Das Mädchen aus dem Goldenen Westen, Liù aus Turandot, Marie aus Die verkaufte Braut sowie Manon aus Manon Lescaut und wirkte auch in zahlreichen Ur- und Erstaufführungen mit, unter anderem von Hindemith, Strawinski und Orff.
Sie gastierte an allen führenden Opernhäusern in Europa. In Bayreuth sang sie Partien aus Rheingold und 1956 die Eva in den Meistersingern. Auch auf dem Konzert-Podium konnte Lore Wissmann große Erfolge feiern. Sie war mit dem Tenor Wolfgang Windgassen (1914–1974) verheiratet.
Seit 1951 war Lore Wissmann Württembergische Kammersängerin.
Lore Wissmann ruht neben ihrem Ehemann Wolfgang Windgassen auf dem Waldfriedhof Stuttgart (Abteilung 1 A) im Stadtbezirk Degerloch.